# USS New Mexico (BB-40)
El USS New México (BB-40) fue un acorazado de la Armada de los Estados Unidos que estuvo en servicio entre 1918 y 1946. Fue el cabeza de serie de su clase y el que le dio nombre, gemelo del USS Idaho y del USS Mississippi. También fue el primer buque que recibió el nombre del estado de Nuevo México. Su quilla fue puesta en grada el 14 de octubre de 1915 en el astillero naval de Brooklyn (Nueva York) y fue botado el 23 de abril de 1917, entrando en servicio en la armada el 20 de mayo de 1918. Fue el primer buque con transmisión turbo-eléctrica, lo que le permitía alcanzar una velocidad de crucero de más de 10 nudos (unos 19 km/h).
Poco después de completar el entrenamiento básico el New México escoltó al barco que trasladó al presidente Woodrow Wilson a Brest, Francia, para firmar el Tratado de Versailles.
El período de entreguerras transcurrió entre frecuentes maniobras con las flotas del Atlántico y del Pacífico, una importante modernización entre 1931 y 1933 y su uso como banco de pruebas de controladores PID.
Las primeras acciones del barco durante la Segunda Guerra Mundial fueron las patrullas de neutralidad en el Océano Atlántico. Regresó al Pacífico después del ataque japonés en Pearl Harbour y participó en los bombardeos costeros durante las operaciones en Attu y Kiska (en el archipiélago de las Aleutianas), Tarawa, las Islas Marshall, las Marianas y Palau islas, Leyte, Luzón, y Okinawa. Durante la guerra fue atacado por kamikazes en varias ocasiones. El New México estuvo presente en la bahía de Tokio durante la firma de la rendición japonesa. 
Pasó a la reserva el 19 de julio de 1946, y se eliminó del registro naval de la armada el 25 de febrero de 1947. En noviembre fue vendido como chatarra y desguazado en julio de 1948.

## Descripción
El New Mexico medía 190 m de eslora, 29,69 m de manga y 9,1 m de calado. Desplazaba 33 000 toneladas a plena carga y precisaba de una tripulación de 1084 hombres.
El armamento principal del barco constaba de doce cañones de 356 mm, montados en 4 torres triples de 1080 toneladas cada una. Las baterías secundarias contaban con 14 cañones de 127 mm (que se desembarcaron en mayo de 1942). Para la defensa antiaérea disponía de 4 cañones de 76 mm que pronto fueron reemplazados por 8 baterías de 127 mm. En la cubierta existían dos lanzatorpedos de 530 mm, como era habitual en los barcos capitales de la época
El blindaje en la cintura era de 350 mm en torno a la sala de máquinas y la santabárbara y de 203 mm en el resto. Las torres principales tenían un blindaje 460 mm de espesor y el puente de mando 290 mm.

### Sistema de propulsión
A diferencia de los otros dos acorazados de su clase, el New México usaba una transmisión diésel-eléctrica. El vapor a alta presión generado por las 9 calderas Babcock & Wilcox se hacía circular por un conjunto de generadores que producían la electricidad necesaria para mover sus motores, capaces de proporcionar 20 000 kW de potencia. Su velocidad máxima era superior a los 21 nudos (39 km/h), con una autonomía de 14.800 km a una velocidad de crucero de 10 nudos (19 km/h).
La empresa General Electric (fabricante de los motores) publicó un anuncio titulado "The "Constitution" of To-day — Electronically Propelled" con un dibujo del New México junto al velero del siglo XVIII USS Constitution. El anuncio pregonaba al nuevo acorazado como el "el primer buque eléctricamente propulsado del mundo".
Una comparación de la transmisión diésel-eléctrica con la tradicional turbina de paso directo utilizada en sus barcos hermanos evidenciaba que la turbina tradicional proporcionaba 2,5 veces más potencia por tonelada de equipamiento motriz y necesitaba un tercio de espacio, al coste de un 20% más de consumo, principal preocupación de la Armada de los Estados Unidos dadas las enormes distancias del teatro del Pacífico. Otra de las ventajas de la transmisión diésel-eléctrica era la posibilidad de distribuir los elementos de la planta motriz en compartimento estancos más pequeños, lo que redundaba en una mayor posibilidad de supervivencia si el buque era atacado. Existía, sin embargo, una debilidad en el diseño ya que todas las conexiones eléctricas pasaban por una sala y si ésta sufría daños podía dejar el buque sin gobierno. El USS Saratoga, que utilizaba un sistema de propulsión similar, sufrió ese fallo de diseño cuando fue alcanzado por un torpedo en 1942.

## Historial de servicio

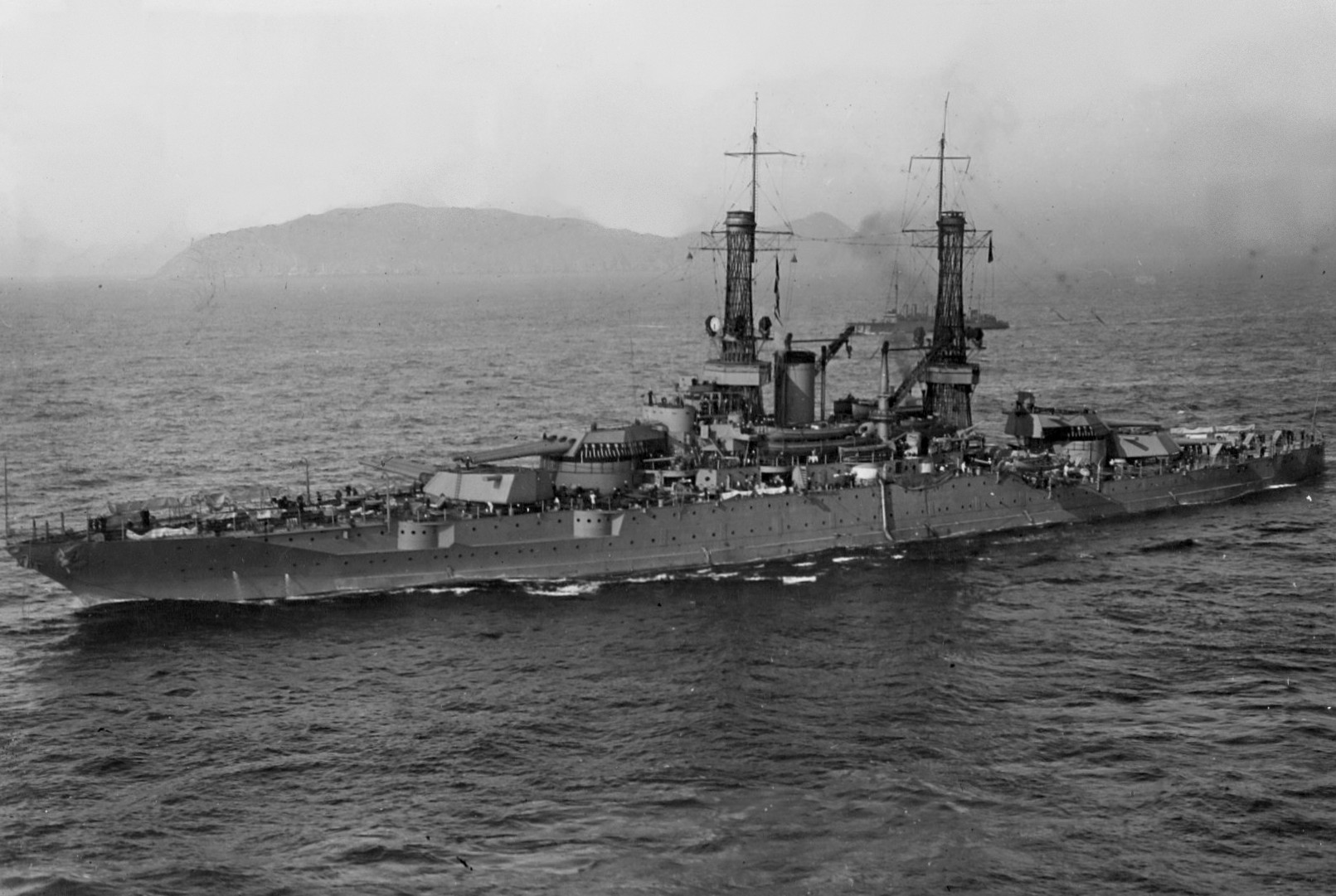
El New México en 1921.

### Periodo de entreguerras
Después de superar el período de pruebas iniciales, abandonó el puerto de Nueva York el 15 de enero de 1919 para dirigirse a Brest como escolta del barco USS George Washington que habría de traer de regreso a los Estados Unidos al presidente Woodrow Wilson tras la firma del Tratado de Versalles. Regresó a Hampton Roads el 27 de febrero y el 16 de julio fue designado buque insignia de la recién creada Flota del Pacífico. El 19 de julio abandonó Hampton Roads, atravesó el canal de Panamá y llegó a San Pedro el 9 de agosto. Allí se desembarcarían dos de sus cañones de 127 mm durante una remodelación en 1922.
Durante los doce años siguientes realizó maniobras y simulacros de combate en el océano Pacífico y en el mar Caribe con la flota del Atlántico. También realizó varias singladuras que lo llevaron a América del Sur. 
Después de finalizar sus ejercicios de formación en el Atlántico y Pacífico, el New Mexico se sometió en 1931 a una modernización que lo mantendría dos años en el puerto de Filadelfia. Durante los trabajos se instalaron 8 baterías antiaéreas de 127 mm, que reemplazaron a los viejos cañones de 76 mm.
En 1936, durante las maniobras "Fleet problem XVII" (unos grandes ejercicios anuales en los que la flota se dividía en dos facciones antagónicas y se ensayaban tácticas y doctrina de combate), seguía siendo uno de los acorazados más rápidos de la armada con sus 21 nudos de velocidad máxima. Sin embargo era mucho más lento que sus oponentes japoneses, lo que motivó al desarrollo de las nuevas clases de acorazados North Carolina y South Dakota. En 1937 llegó a Hawái para dirigirse luego a Dutch Harbor (Alaska) con otros buques de la flota del Pacífico, a fin de evaluar sus capacidades de combate en condiciones subárticas.

### Segunda Guerra Mundial

#### 1940–1943
El 6 de diciembre de 1940 fue asignado a la base de Pearl Harbor, donde permanecería hasta que en mayo de 1941 se le encomendó la misión "Patrulla de neutralidad", con base en Norfolk. Realizó tres patrullas, de entre 7 y 14 días, siguiendo a los destructores que escoltaban convoyes a través del Atlántico. El 10 de diciembre, mientras se dirigía a Hampton Roads (en ruta hacia la costa oeste después del ataque japonés a Pearl Harbor) colisionó accidentalmente con el mercante Oregon en la bahía de Boston, enviándolo a pique. Pese a los daños sufridos logró llegar al canal de Panamá el 17 de enero de 1942.
Durante una revisión en mayo de 1942, en el astillero de Puget Sound (San Francisco), se desmontaron sus baterías secundarias para dejar sitio a más cañones antiaéreos. El 1 de agosto partió de regreso a Hawái para alistarse para el combate. Desde el 6 de diciembre de 1942 al 22 de marzo de 1943, escoltó convoyes a las islas Fiyi. Después participó en patrullas en el suroeste del Pacífico antes de regresar a Pearl Harbor para prepararse para la campaña de las Islas Aleutianas. El 17 de mayo puso rumbo a la isla Adak, que sería su base para el ataque a la isla de Attu. Participó también en el bombardeo previo a la invasión de Kiska, prevista para el 21 de julio, que finalizaría una semana más tarde tras la retirada de las fuerzas japonesas.
Después de la victoria en la campaña de las Islas Aleutianas, regresó a Puget Sound para realizar pequeñas reparaciones y el 25 de octubre estaba de nuevo de vuelta en Pearl Harbor, justo a tiempo para la invasión de las islas Gilbert. El 20 de noviembre, mientras tenía lugar la invasión, bombardeó el atolón Makin. Su misión durante la batalla incluía además la protección de las rutas de retorno de los transportes, proporcionar protección antiaérea durante el desembarco de suministros y escoltar a los portaaviones. Después de la captura de las isla Gilbert, regresó a Pearl Harbor el 5 de diciembre.

#### 1944
El New Mexico formaba parte de la flota que apoyó la invasión de las Islas Marshall el 12 de enero de 1944 y bombardeó posiciones japonesas en Kwajalein y Ebeye. Tras reabastecerse en Majuro, el 20 de febrero bombardeó Wotje y el 20 de marzo, Kavieng. Finalizadas las operaciones en las islas Marshall, se desplazó a Sídney y, más tarde, a las islas Solomon para preparar el asalto a las Marianas.
Entre el 14 y el 16 de junio bombardeó Tinian, Saipán y Guam. El 18 de junio su artillería antiaérea repelió dos ataques aéreos japoneses y el día 20 escoltó transportes en aguas de las Marianas. Mientras tanto, la aviación embarcada estadounidense diezmaba a la fuerza de portaaviones japonesa en la batalla del mar de Filipinas, también conocida como "el tiro al pavo de las Marianas". Más tarde escoltó transportes de tropas a la base naval de Eniwetok, protegió al grupo de batalla de portaaviones y el 21 de julio regresó a Guam para dar apoyo artillero a los marines que luchaban en la isla.
Después la batalla de las Islas Marianas, fue sometido a reparaciones en Bremerton, estado de Washington, entre octubre y noviembre. De vuelta a la acción en el golfo de Leyte, escoltando transportes con refuerzos y suministros, tuvo que lidiar con frecuentes ataques aéreos japoneses que eran el fiel reflejo de la feroz resistencia que oponían las fuerzas japonesas a la liberación de Filipinas. Zarpó de Leyte el 2 de diciembre, rumbo a Palaus para escoltar un convoy bajo su cobertura antiaérea.

#### 1945

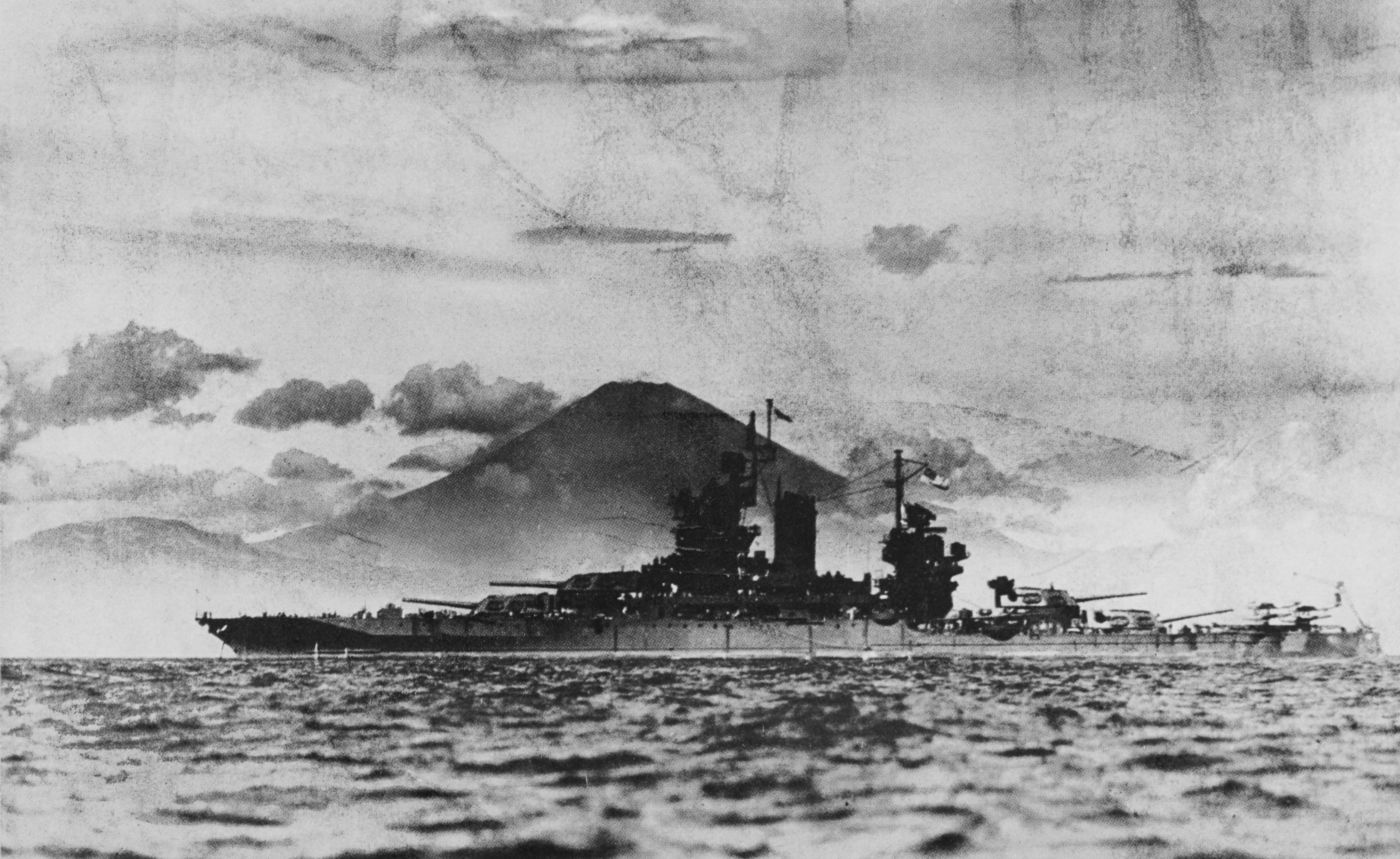
El USS New México, con el monte. Fuji al fondo, agosto de 1945.

La siguiente tarea del New Mexico en Filipinas era la liberación de Luzón. Allí luchó bajo continuos ataques kamikaze frente a los que la artillería antiaérea del buque se mostró muy efectiva. El 6 de enero realizó el bombardeo preparatorio de la invasión en el golfo de Lingayen. Un kamikaze impactó en su puente de mando, matando al oficial al mando (Robert Walton Fleming), al oficial de enlace de Winston Churchill, con el general Mac Arthur en el suroeste del Pacífico (el teniente general Herbert Lumsden) y a 29 tripulantes, hiriendo de gravedad a otros 87 más. El comandante de la Flota británica del Pacífico (Bruce Fraser), también presente en el puente, salvó milagrosamente su vida mientras que su ayudante resultó muerto en el ataque. Su artillería continuó disparando mientras se efectuaban reparaciones de emergencia y las tropas desembarcaban en las playas.
Tras profundas reparaciones en Pearl Harbor, se dirigió a la isla de Ulithi para preparar la invasión de Okinawa, donde se integró en un gran grupo de navíos con la misión de proporcionar fuego artillero pesado. Sus cañones abrieron fuego sobre Okinawa el 26 de marzo y no se detendrían hasta el 17 abril, volviendo a atacar objetivos puntuales los días 21 y 29 del mismo mes. El 11 de mayo, destruyó ocho barcas suicidas Shinyo.
El 12 de mayo, mientras se hallaba anclado en la bahía de Hagushi (Okinawa), fue atacado por dos kamikaze justo después del ocaso. Uno de ellos logró un impacto directo y el otro lo alcanzó con la bomba que portaba, causando 54 muertos y 119 heridos. La rápida respuesta de los equipos antincendios lograron apagar los fuegos en menos de 30 minutos. El 28 de mayo partió para ser reparado en Leyte, a lo que le seguirían las maniobras para la preparar la inminente invasión de Japón. Recibió la noticia de la capitulación japonesa mientras se hallaba en Saipán, el 15 de agosto. Al día siguiente navegó a Okinawa para unirse a las fuerzas de ocupación de Japón. Arribó a la bahía de Sagami (a 40 km de Tokio) el 27 de agosto para apoyar el asalto paracaidista del aeródromo de Atsugi. Al día siguiente entró en la bahía de Tokio para presenciar la rendición japonesa, la cual tuvo lugar el 2 de septiembre.

### Posguerra
Fue dado de baja el 19 de julio de 1946, en Boston y eliminado del registro naval de la Armada el 25 de febrero de 1947. La compañía Lipsett compró el buque por 381 000 dólares para desguazarlo.

#### "La batalla de la bahía de Newark"
Lipsett decidió remolcar el  New México a Newark (Nueva Jersey) para su desguace. La proximidad de la línea del ferrocarril la hacía el lugar idóneo para desmantelar el barco y recuperar su acero. A primeros días de noviembre, el buque partió de Boston tirado por dos remolcadores. El 12 de noviembre los sorprendió una tormenta frente la costa de Nueva York y los remolcadores se vieron forzados a cortar las amarras que los unían al New Mexico, quedando éste a la deriva con solo unos pocos tripulantes a bordo. Aunque el acorazado mantenía algunas luces encendidas, los remolcadores lo perdieron de vista en mitad de la tormenta y fue un avión guardacostas el que lo localizó de nuevo al día siguiente, a 60 millas de la costa.
Las autoridades de Newark no querían tener más barcos desguazándose en su costa. De hecho la ciudad había lanzado un plan de 70 millones de dólares para el embellecimiento de su franja costera  y declararon que bloquearían cualquier intento de traer el New Mexico a Newark.
Dos barcos del departamento de bomberos de la ciudad, el Michael P. Duffy y el  William T. Brennan se prepararon para rechazar a Lipsett y al  New Mexico. En respuesta, Lipsett organizó su propia flota de 4 remolcadores y la Guardia de Costa de los Estados Unidos le aseguró que mantendría libre el paso.
Esta confrontación se bautizó por la prensa como la "Batalla de la bahía de Newark". Para complicar más las cosas, la Cámara de comercio de Santa Fe (Nuevo México), anunció que interpretaba como un "insulto" la negativa de la ciudad de Newark a admitir el acorazado que llevaba el nombre de su estado.
Mientras el New Mexico aguardaba a la marea adecuada para recorrer el tramo final de remolque, el Departamento de la Armada envió al subsecretario W. John Kenney para negociar. Después de varias sesiones se llegó a un débil acuerdo entre la ciudad de Newark y la empresa encargada del desguace de los buques New Mexico, Idaho, y Wyoming logró el permiso de las autoridades de Newark con la condición de que no se estableciese un área de desguace permanente en la ciudad y que Lipsett dispondría de solo nueve meses para desmantelar los buques o se enfrentaría a una penalización de 1000 dólares por cada día que excediese la fecha límite.
Finalmente, el New Mexico y sus gemelos entraron en el canal de Newark el 19 de noviembre y los mismos barcos del departamento de bomberos que antes le habían bloqueado el paso le rindieron entonces honores. Las operaciones de desguace comenzaron el 24 de noviembre y terminaron en julio de 1948.

## Condecoraciones
- Medalla de la victoria en la Primera Guerra Mundial (World War I Victory Medal)[21]
- Medalla de servicio en la defensa de Estados Unidos (American Defense Service Medal).[21]
- Medalla de la Campaña Americana (American Campaign Medal)[21]
- Medalla de la campaña Asiático-Pacífico con seis Estrellas de servicio (Asiatic-Pacific Campaign Medal)[21]
- Medalla de la victoria en la Segunda Guerra Mundial (World War II Victory Medal)[21]
- Medalla de servicio de ocupación de la armada (Navy Occupation Service Medal)[22]
- Medalla por la liberación de Filipinas, con dos estrellas (Philippine Liberation Medal)[22]